# Золота камера

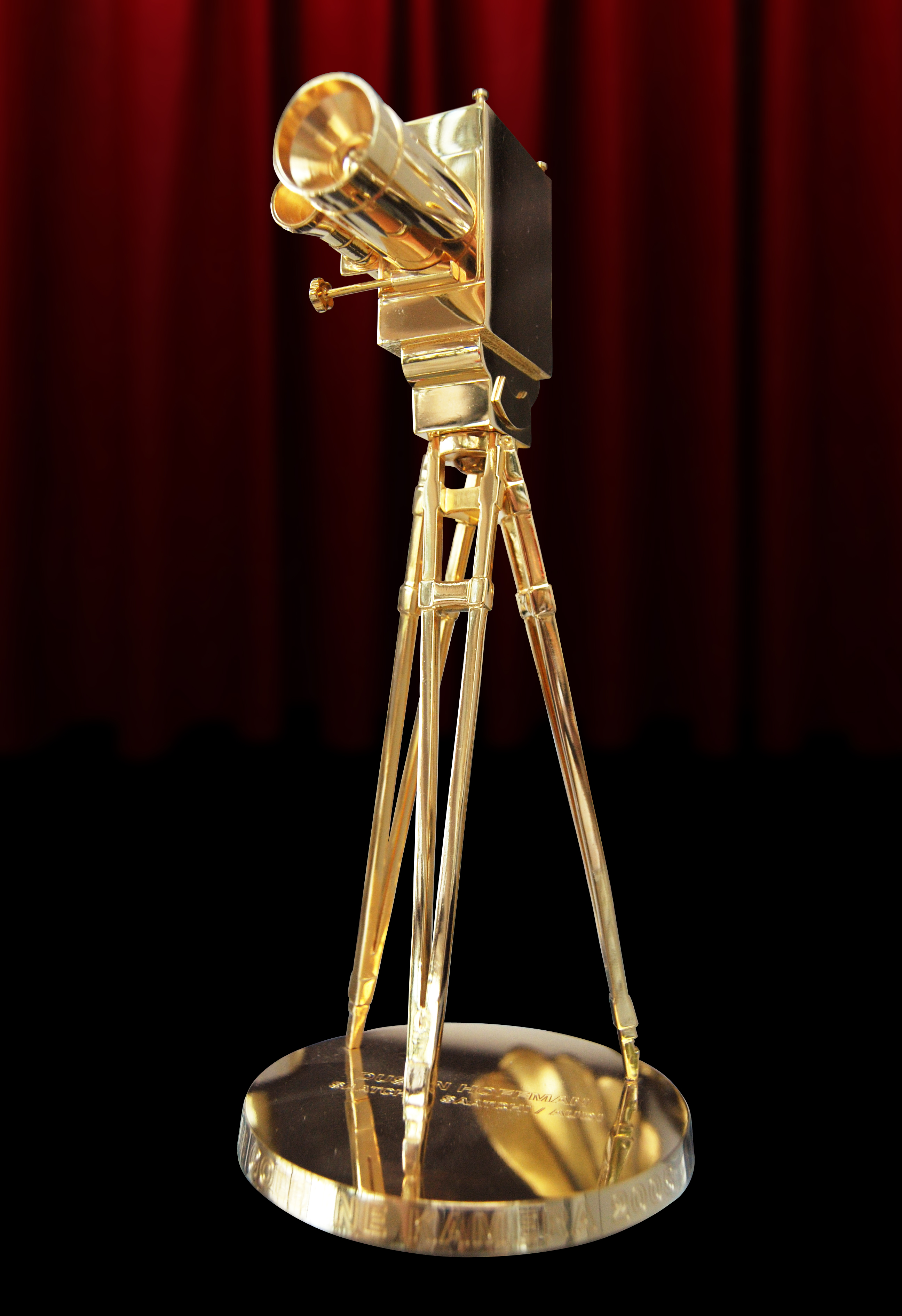
Золота Камера

Золота Камера (нім. Goldene Kamera) — щорічна німецька кіно та телевізійна нагорода, заснована телевізійним журналом «Hörzu» в 1965 році.
Нагорода спочатку була призначена лише для німецького телебачення. Починаючи з 1987, нею також нагороджуються міжнародні зірки. А в 1995 році з'явилися категорії для поп-груп і громадських організації, як наприклад Ґрінпіс. У категорії для найкращих нових акторів/актрис нагорода називається «Камера пам'яті» Лілі Палмер та Курда Юргенса (Lilli Palmer und Curd Jürgens Gedächtniskamera). Премія в цій категорії становить 20 тис. євро.
Модель позолоченої срібної нагороди розробив берлінський художник Вольфрам Бек. Вона має 25 сантиметрів висоти і важить близько 900 грам. Церемонія нагородження (Verleihung der Goldenen Kamera) зазвичай відбувається на початку лютого в Берліні, хоч п'ять разів вона проводилася також у Гамбурзі та один раз у Дортмунді.
54-та церемонія нагородження «Золота камера 2019» відбулася 30 березня 2019 року. За повідомленнями ЗМІ, «Золота камера» буде припинена; остання церемонія вручення «Золотої камери» спочатку мала відбутися 21 березня 2020 року. Захід перенесено на 12 листопада 2020 року через можливий ризик від вірусу SARS-CoV-2. Через тривалу пандемію цю дату знову перенесли.